# Bitwa pod Vaslui
Bitwa pod Vaslui – starcie zbrojne, które miało miejsce 10 stycznia 1475.
W roku 1474 władca Mołdawii Stefan III Wielki zajął Kilię na Wołoszczyźnie, osadzając na miejscu sprzyjającego mu hospodara wołoskiego Basaraba Laiotę. W odpowiedzi na to, sułtan Mehmed II wysłał do Mołdawii 120 000 żołnierzy pod wodzą Sulejmana Paszy. Po przekroczeniu przez Turków Dunaju, na ich stronę przeszły siły przestraszonego atakiem Basaraba. Armia Stefana III liczyła 40 000 ludzi w tym 5000 Seklerów, 1800 Węgrów i 2000 Polaków. Władca postanowił wciągnąć przeciwnika w pułapkę, tocząc z nim niewielkie potyczki i wycofując się w kierunku doliny rzeki Bârlad w rejonie Vaslui.
Tutaj ukrywszy wojsko w gęstym lesie porastającym brzegi rzeki, władca mołdawski uderzył na wchodzącego do doliny przeciwnika. Równocześnie ogień otworzyło 10 ustawionych na skrzydłach dział, które oddały po 7 salw, poprzedzając atak ciężkiej jazdy mołdawskiej. Atak wywołał panikę w szeregach tureckich. Uciekające wojsko tureckie doznało ciężkich strat w trakcie pościgu, tracąc tysiące zabitych, rannych i jeńców. Kampania turecka zakończyła się klęską.